# 碱熔
碱熔是指矿物和有机化合物和碱共熔的反应，是一种化工单元过程。用碱中的元素取代化合物或矿物中的元素。一般在碱熔中使用的碱是比较容易得到的氢氧化钠、氢氧化钾或碳酸钠等。
例如苯磺酸和氢氧化钠共熔，碱的羟基取代磺基，生成苯酚钠。钨矿和碳酸钠共熔，生成可溶性的钨酸钠，再经提炼获得金属钨。